# دانه‌خوار طوق‌سفید
دانه‌خوار طوق‌سفید (نام علمی: Sporophila torqueola) نام یک گونه از سرده دانه‌خوارهای اصلی است.